# حسن محمد حسن طوالبة
حسن محمد حسن طوالبة كاتب سياسي أردني عراقي.

## حياته
ولد عام 1944 في سحم الكفارات في أقصى شمال الأردن. درس الابتدائية في بلدته والثانوية في إربد وأكمل دراسته الجامعية الأولى في جامعة دمشق والعليا في الجامعة المستنصرية في بغداد.
عمل محررا في عدة صحف عربية، وكاتب مقالة سياسية وفكرية في عدة مجلات عربية.ويكتب حاليا في جريدة العرب اليوم الأردنية.
عمل مديرا عاما للإعلام في وزارة الثقافة والإعلام العراقية. عمل عميدا لمعهد الدراسات القومية والدولية للدراسات العليا في الجامعة المستنصرية في بغداد.

## أعماله
عضو في نقابة الصحفيين العراقيين والعرب وعضو في الجمعية الأردنية للعلوم السياسية.
ألف عددا من الكتب السياسية تم نشرها من قبل دور نشر عربية منها: 
- التسوية والمأزق، دار الثورة للصحافة، بغداد 2001 .
- مأزق إسرائيل، المؤسسة العربية للدراسات والنشر، بيروت 1999.
- نحو تخطيط استراتجي للإعلام العربي، مركز التوثيق الإعلامي في دول الخليج العربي. بغداد 2003.
- الوفاق الدولي والأمن القومي، دار الموقف العربي، القاهرة 2005.
- أطروحة القائد صدام حسين في التجمع المؤسسي والسلام العالمي. دار الشؤون الثقافية، بغداد 2002 .
- العنف والإرهاب من منظور الإسلام السياسي، عالم الكتب، اربد 2005 .
- الأمن الجماعي في النظرية والتطبيق، عالم الكتب، اربد 2005 .
- في الإعلام والدعاية والحرب النفسية، عالم الكتب، اربد 2006 .
- الحضارة العربية الإسلامية،2009 .
- حقوق الإنسان والقانون الدولي الإنساني، جامعة العلوم التطبيقية، البحرين، تحت الطبع.

نشر عشرات المقالات والبحوث في صحف العراق، الثورة والجمهورية والقادسية وفي صحف الكويت، القبس ومرآة ألامه وفي الوطن العربي في باريس وفي الدستور في لندن وفي صحف الأردن.
شارك في اجتماعات وزراء الإعلام العرب ووزراء إعلام دول الخليج العربية وفي اجتماعات اليونسكو ووزراء دول عدم الانحياز.